# Musée des Beaux-Arts (Bernay)

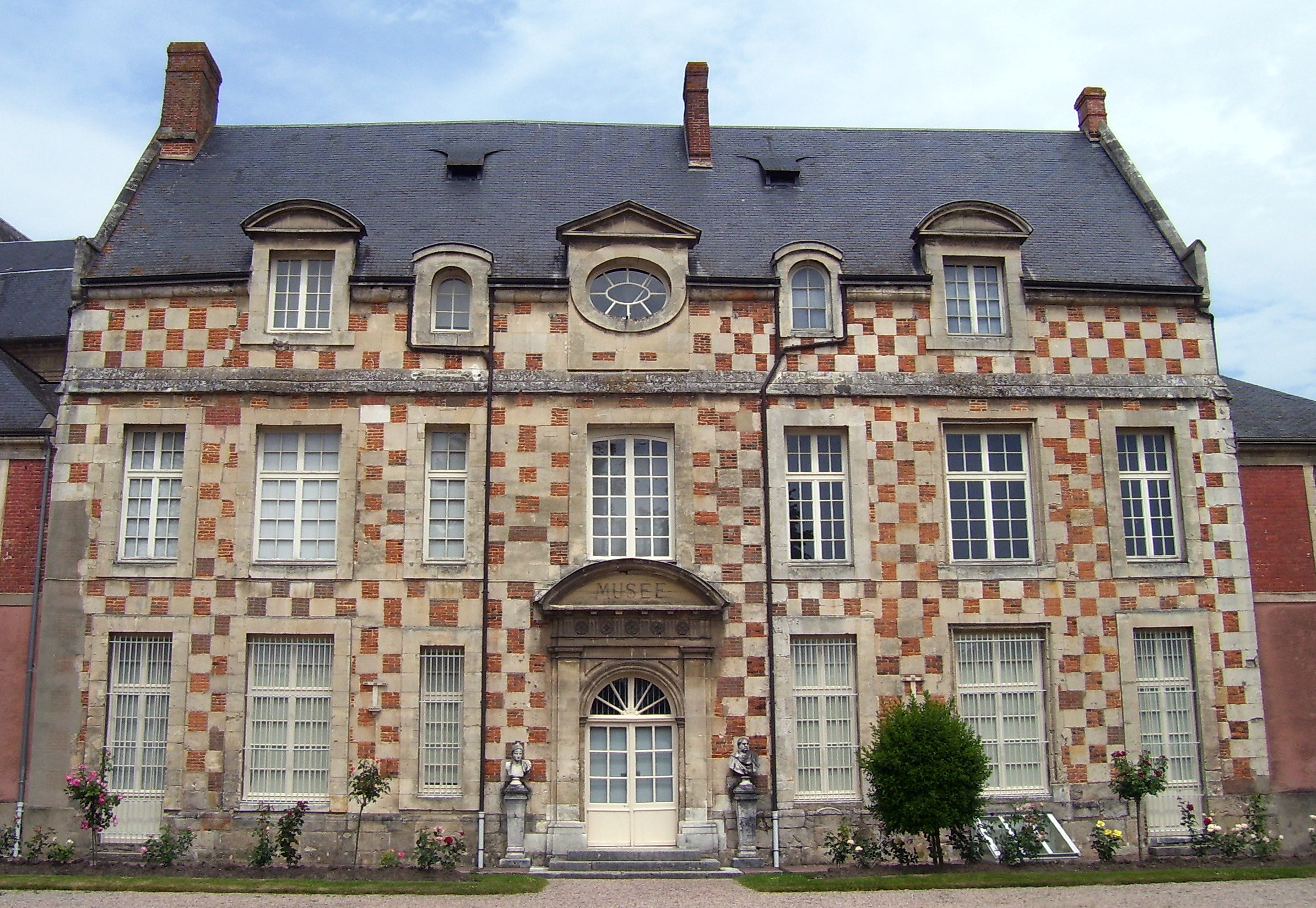
Ehemaliges Abteigebäude, seit 1891 Sitz des Museums

Das Musée des Beaux-Arts (deutsch: Museum der Schönen Künste) in Bernay, einer französischen Gemeinde im Département Eure in der Region Normandie, wurde 1866 eingerichtet. Das Museum befindet sich direkt neben der Kirche Notre-Dame de Bernay am Place Guillaume-de-Volpiano.

## Geschichte und Sammlungen
Das Museum wurde anlässlich einer Fayence-Ausstellung im Jahr 1866 gegründet. Seit 1891 befindet es sich in einem ehemaligen Gebäude der Abtei Notre-Dame, das als Monument historique geschützt ist. Seine Sammlungen bestehen hauptsächlich aus Fayence ab dem 16. Jahrhundert, Möbeln aus dem 17./18. Jahrhundert und Skulpturen und Gemälden des 16. bis 19. Jahrhunderts. Daneben gibt es einige Ausstellungsstücke moderner und religiöser Kunst.
Den Schwerpunkt bilden Werke des Bildhauers Albert Miserey (1862–1938) und der Maler Victor Valtat (1875–1963) und André Mare (1885–1932).